# Jamie Korab
Jamie A. Korab (Harbour Grace, 28 novembre 1979) è un giocatore di curling canadese.

## Biografia
Partecipò all'età di 26 anni ai XX Giochi olimpici invernali edizione disputata a Torino, (Italia) nel febbraio del 2006, riuscendo ad ottenere la medaglia d'oro nella squadra canadese con i connazionali Mark Nichols, Russ Howard, Brad Gushue e Mike Adam.
Nell'edizione la nazionale finlandese ottenne la medaglia d'argento, la statunitense quella di bronzo.